# Willem Emmens

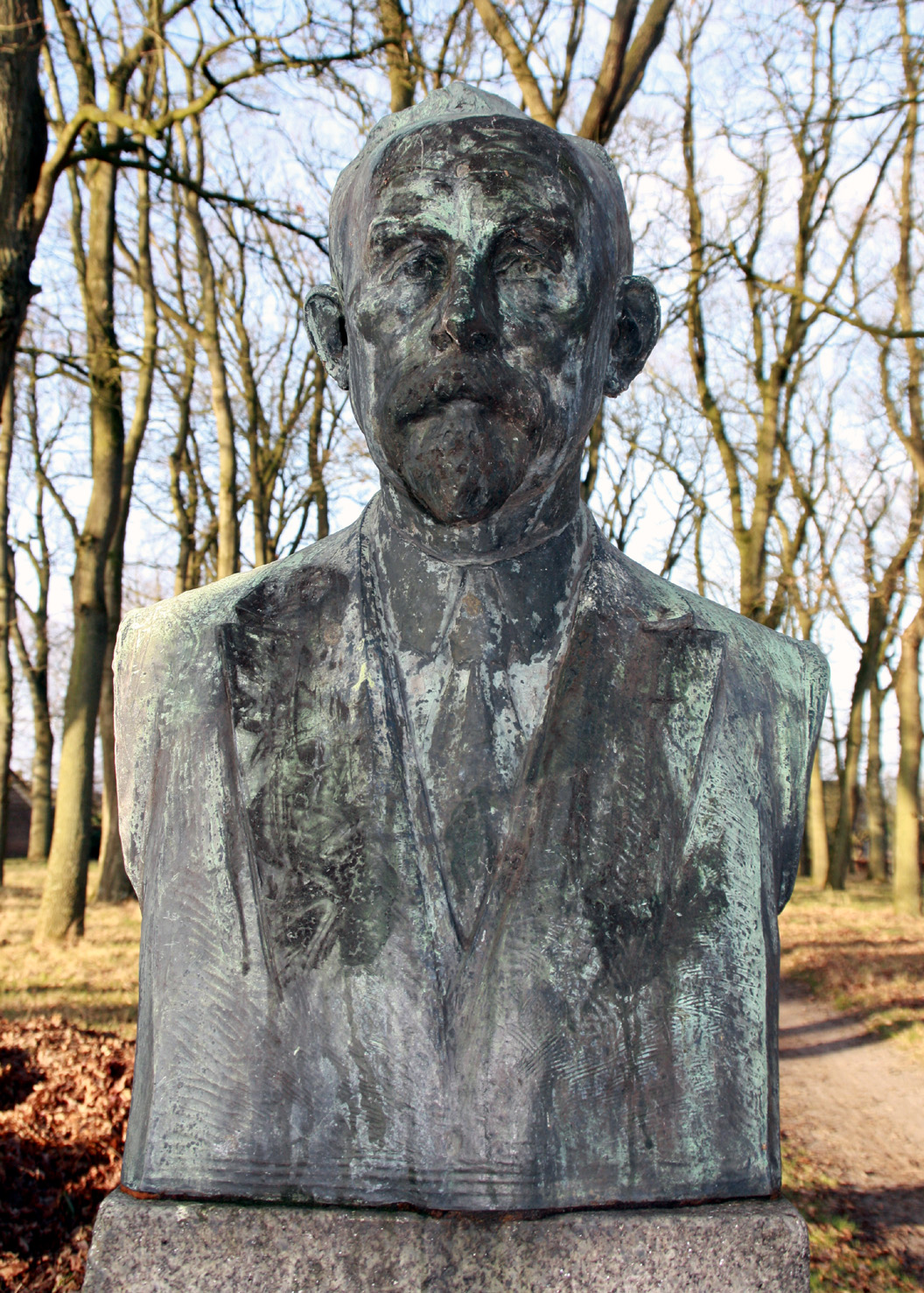
Buste van Willem Emmens door August Falise

Willem Emmens (Zeijen, 25 mei 1869 - Emmen, 18 april 1927) was leraar aan de Rijkslandbouw winterschool Zutphen en Emmen, daarnaast landbouwpionier en redacteur van het Drentsch Landbouwblad.

## Leven en werk
Emmens was zoon van timmerman en landbouwer Jan Emmens en Jantien Staal. Hij behaalde in 1888 zijn onderwijsbevoegdheid te Meppel en in 1894 de bevoegdheid voor hoofdonderwijzer. Aan de Rijkslandbouwschool in Wageningen behaalde hij in 1903 "de akte van bekwaamheid voor huis - en schoolonderwijs in de beginselen der landbouwkunde".
Emmens propageerde de ideeën van Prof. Jacob Elema en zette in Grolloo landbouwwintercursussen op. In dezelfde tijd richtte hij ook de landbouwvereniging, de stierenhouderij, de coöperatieve zuivelfabriek, de boerenleenbank en andere verenigingen op. Na Grolloo werd hij leraar aan de Rijkslandbouw winterschool Zutphen (van 1911 tot 1917) en Emmen (van 1917 tot 1927).
Jakob Elema vond een agrarisch blad voor Drenthe van belang. Hij stelde Emmens aan als redacteur en op 6 januari 1917 verscheen het eerste nummer van het Drentsch Landbouwblad.

Emmens schreef één boek: "Leidraad bij het onderwijs in de natuurkunde aan land - en tuinbouwscholen".
In mei 1929 werd een buste van Willem Emmens, door de Commissaris der Koningin in Drenthe, Mr. J. Linthorst Homan een bronzen beeld bij toegang tot de R.L.W.S. onthuld. Het beeld werd in 1928 door de beeldhouwer August Falise ontworpen. Nadat het beeld eerst nog was verplaatst naar de agrarische school in Noordbarge werd het op 3 mei 1999 tegenover zijn geboortehuis in Zeijen herplaatst.